# 大平调
大平调本名平调，因其唱腔音乐相对于高调（山东梆子）的音调低，故称之为“平调”，现通称“大平调”。该剧种历史悠久，流布于豫北、山东、冀南等地区。2006年5月20日，大平调经国务院批准列入第一批国家级非物质文化遗产名录。

## 流传范围
大平调是流传于中原五省的汉族戏曲剧种之一，唱腔属于梆子腔系统流行地区以曹州（今菏泽市）为中心，跨越冀、鲁、豫、苏、皖五省边缘地带，西到郑州、陈州（今淮阳），南到徐州、毫州，北到大名、磁州，东到济宁、兖州，号称流行五省八州。

## 命名
由于它的定弦、唱腔都比号称高调的山东梆子、定名反调的横笛梆子（即河北梆子）低，所以称为平调。又因它使用的梆子长50厘米、5斤多重，当地观众也叫它"大油梆”。故又称为大梆戏、大油梆。二十世纪五十年代之后通称为大平调。

## 支派
大平调在黄河以北的广大地区有着很大影响，逐渐形成三个支派，即东路平调、西路平调和河东平调。

## 外部連結
- 国家非遗名录：大平调